# Дойз-Ірманс (гора)
Два брата, Дойз-Ірманс (порт. Morro Dois Irmãos) — гора в Ріо-де-Жанейро, Бразилія. Є однією з визначних пам'яток міста.
Розташована біля західного краю пляжу Леблон. Висота - 533 м над рівнем моря (вище, ніж Пан-ді-Асукар: 396 метрів, але менше, ніж Корковаду: 710 м). На вершині гори, в природному парку, встановлений монумент на згадку про загиблих в авіакатастрофі рейсу AF447, що прямував за маршрутом Ріо-де-Жанейро — Париж 1 червня 2009  . Біля підніжжя гори розташована фавела Відігал (порт. Vidigal).

## Галерея

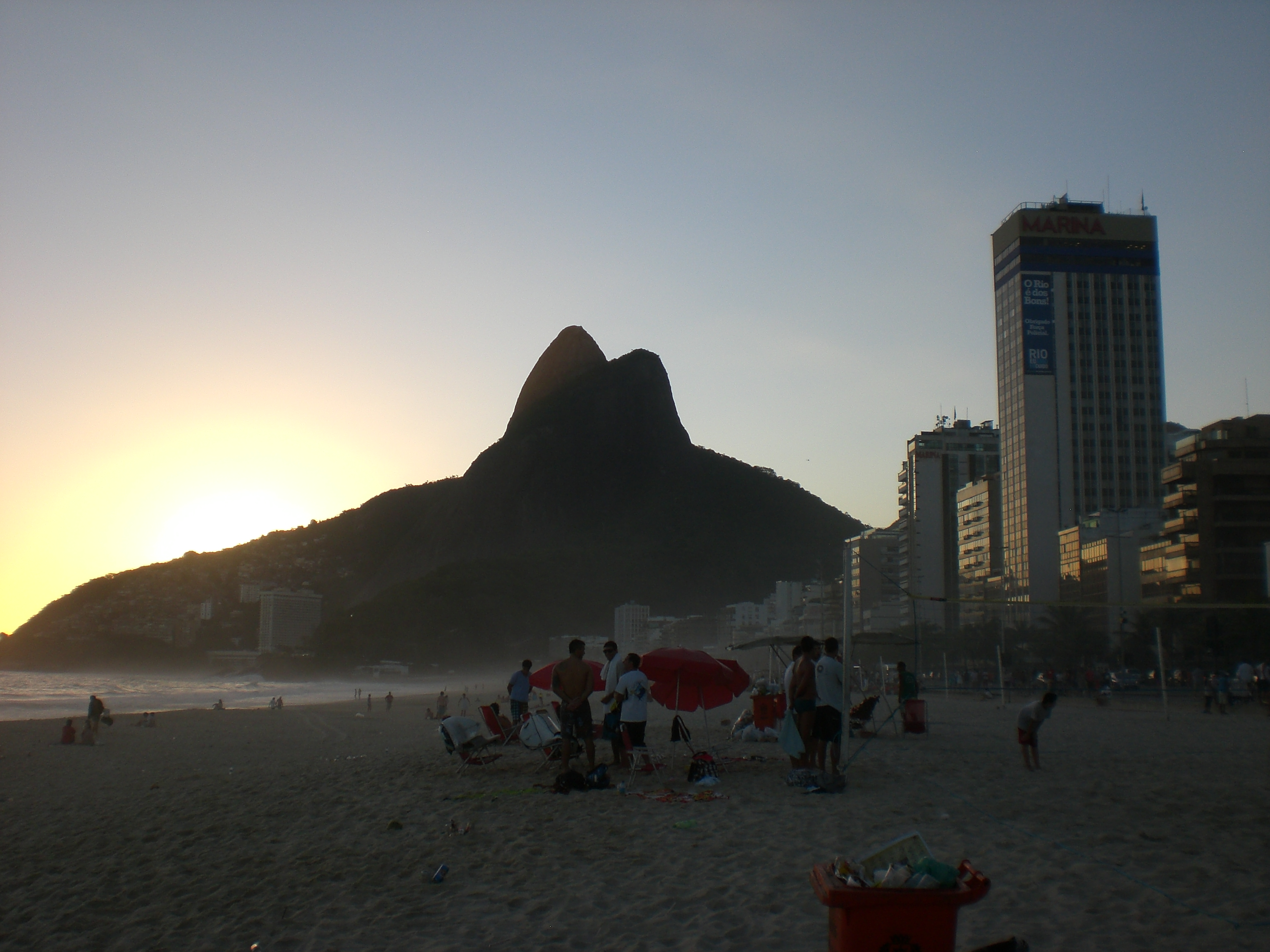
Вид з пляжу Леблон
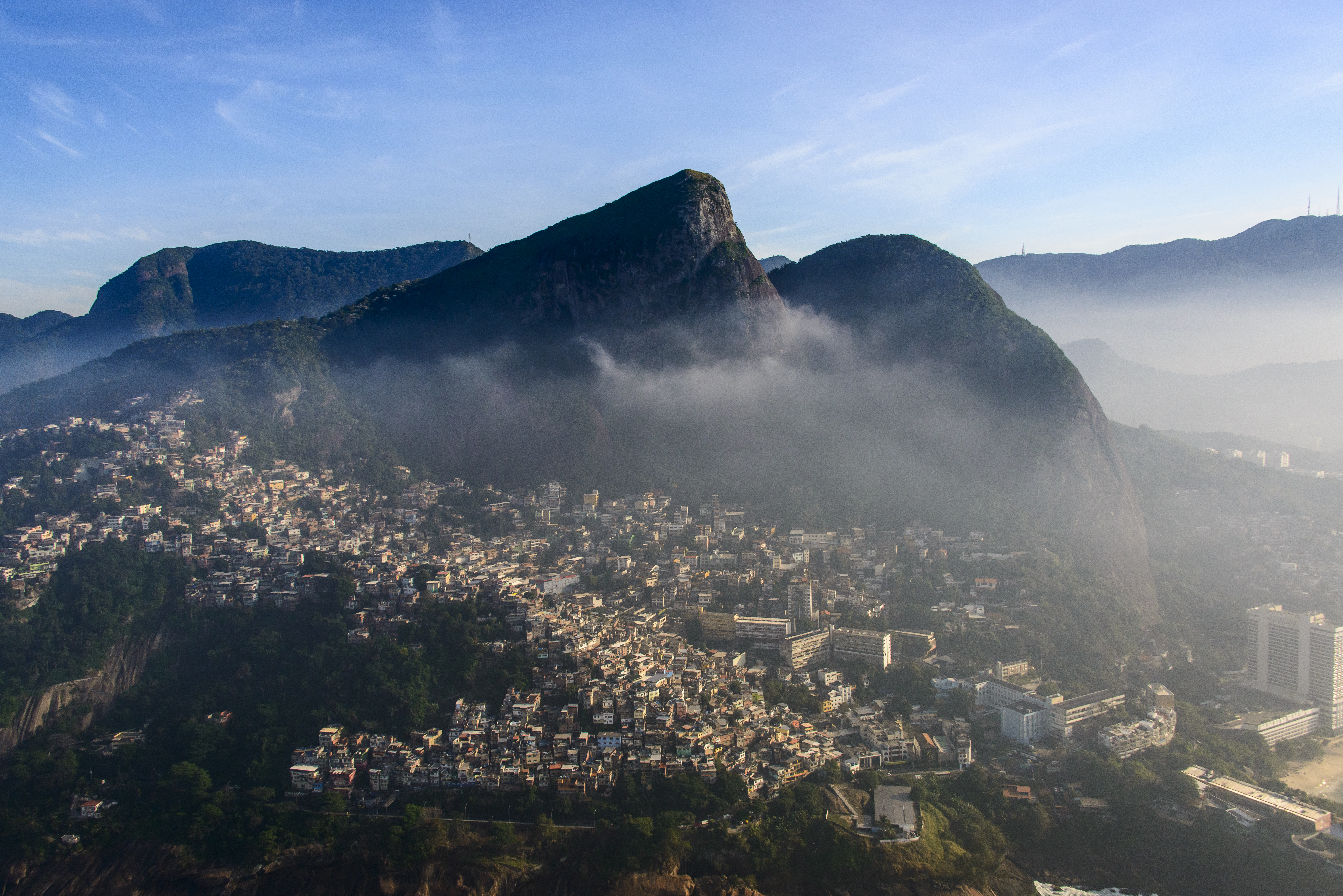
Фавела Відігал (вид днем)
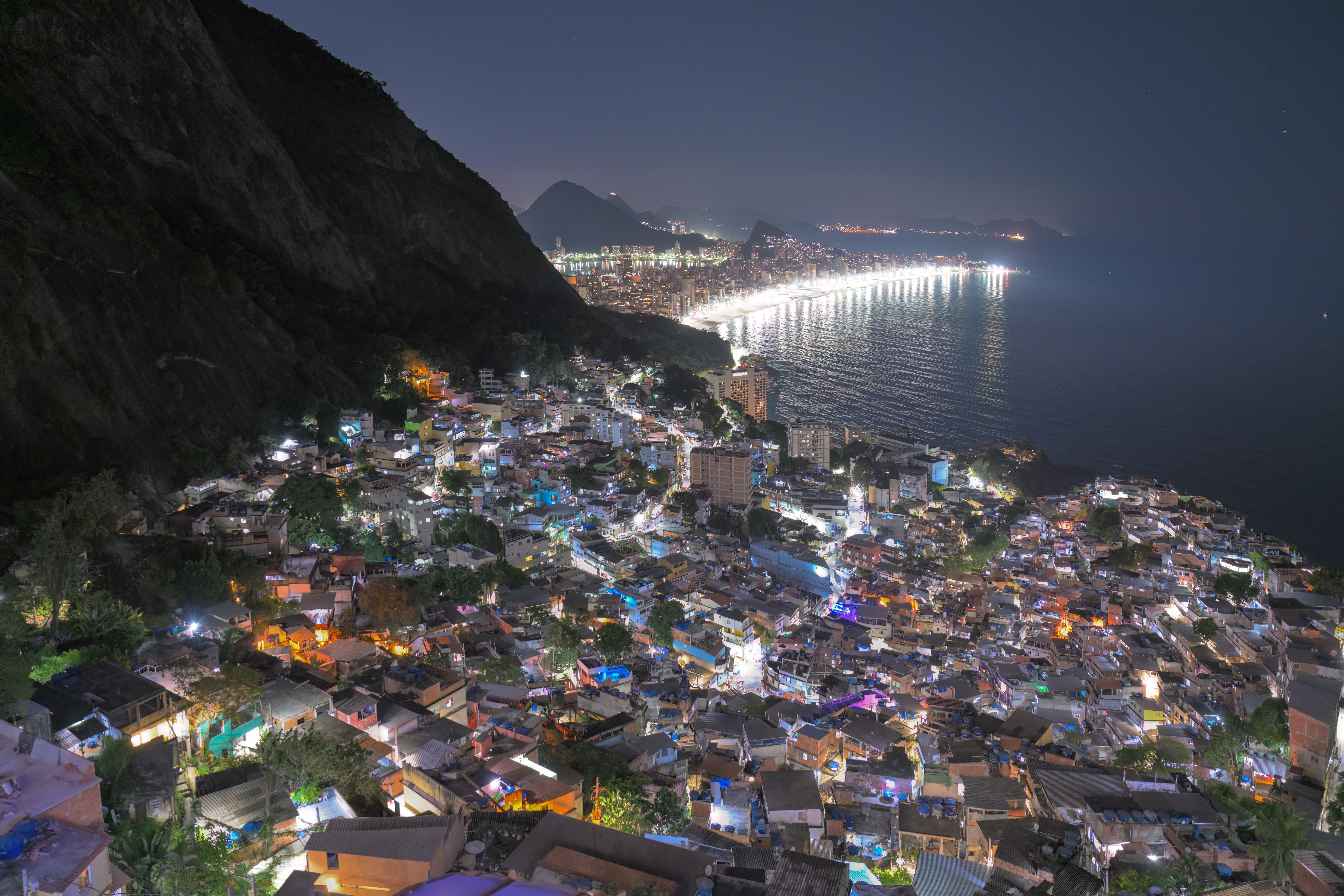
Фавела Відігал (вигляд уночі)